# Hrabstwo Kiowa (Kansas)

Piramida wieku hrabstwa

Hrabstwo Kiowa – hrabstwo położone w USA w stanie Kansas z siedzibą w mieście Greensburg. Założone 26 lutego 1867 roku.

## Miasta
- Greensburg
- Haviland
- Mullinville

## Sąsiednie Hrabstwa
- Hrabstwo Edwards
- Hrabstwo Pratt
- Hrabstwo Barber
- Hrabstwo Comanche
- Hrabstwo Clark
- Hrabstwo Ford